# Alice Greene
Alice Norah Gertrude Greene (15 octobre 1879, Upton, Northamptonshire - 26 octobre 1956, Jersey) est une joueuse de tennis britannique du début du XXe siècle.
Elle a notamment décroché une médaille d'argent en simple dames (épreuve en salle) aux Jeux olympiques de 1908, battue par Gwendoline Eastlake-Smith en finale.

## Palmarès (partiel)

### Finale en simple dames
| No | Date       | Nom et lieu du tournoi         | Catégorie     | Surface | Vainqueure        | Score         |          |
| -- | ---------- | ------------------------------ | ------------- | ------- | ----------------- | ------------- | -------- |
| 1  | 06-05-1908 | Jeux olympiques d'été, Londres | J. olympiques | NC      | G. Eastlake-Smith | 6-2, 4-6, 6-0 | Parcours |

## Parcours aux Jeux olympiques

### En simple dames
| # | Date       | Nom de l'olympiade             | Surface        | Résultat       | Ultime adversaire | Score         |          |
| - | ---------- | ------------------------------ | -------------- | -------------- | ----------------- | ------------- | -------- |
| 1 | 06/05/1908 | Jeux olympiques d'été, Londres | Parquet (int.) | Argent         | G. Eastlake-Smith | 6-2, 4-6, 6-0 | Parcours |
| 2 | 06/07/1908 | Jeux olympiques d'été, Londres | Gazon (ext.)   | 1er tour (1/8) | Agnes Morton      | 8-6, 6-2      | Parcours |